# Одна секунда
«Одна секунда» (кит. упр. 秒钟, пиньинь Yi miao zhong) — кинофильм режиссёра Чжан Имоу, вышедший на экраны в 2020 году. Экранизация романа Янь Гэлин. Лента была отобрана для участия в основной конкурсной программе 69-го Берлинского кинофестиваля, однако была исключена за несколько дней до показа «по техническим причинам»; согласно одной из версий, истинной причиной стали цензурные ограничения со стороны китайских властей.

## Сюжет
Действие происходит во времена Культурной революции в Китае. Загадочный человек пересекает пустыню в провинции Ганьсу. Придя в совхоз, он узнаёт у работника местного клуба, что кинопоказ уже завершился и плёнку отвезёт в соседний посёлок мотоциклист. К его удивлению, одну из катушек похищает девушка, за которой он тут же устремляется в погоню. Несколько раз плёнка переходит из рук в руки, но всё же её удаётся доставить по назначению. Каждый из претендентов имеет свою мотивацию. Девушка хочет сделать из плёнки абажур для лампы своего маленького брата. Мужчина же сбежал из трудового лагеря специально, чтобы увидеть киножурнал, в котором должны показать его 14-летнюю дочь. Кинопоказ, однако, оказывается под вопросом из-за того, что остальная плёнка была безнадёжно загрязнена пылью и песком. Местный киномеханик Фань предлагает свой выход из ситуации...

## В ролях
- Чжан И — Чжан Цзюшэн, беглец
- Лю Хаоцунь — Сиротка Лю
- Фань Вэй — Фань по прозвищу Кино
- Ли Янь — Хэ Ян
- Ли Сяочуань — повар
- Ю Ян — шофёр

## Награды и номинации
- 2021 — участие в основной конкурсной программе Сан-Себастянского кинофестиваля.
- 2021 — номинация на приз зрительских симпатий на Римском кинофестивале.
- 2021 — две Азиатские кинопремии за лучшую режиссуру (Чжан Имоу) и лучший дебют (Лю Хаоцунь), а также три номинации: лучший фильм, лучший актёр (Чжан И), лучшая музыка (Loudboy).
- 2021 — две премии «Золотой петух» за лучшую мужскую роль второго плана (Фань Вэй) и лучший звук (Тао Цзин), а также номинация за лучшую работу художника-постановщика (Линь Чаосян).